# Kurt Schlauss

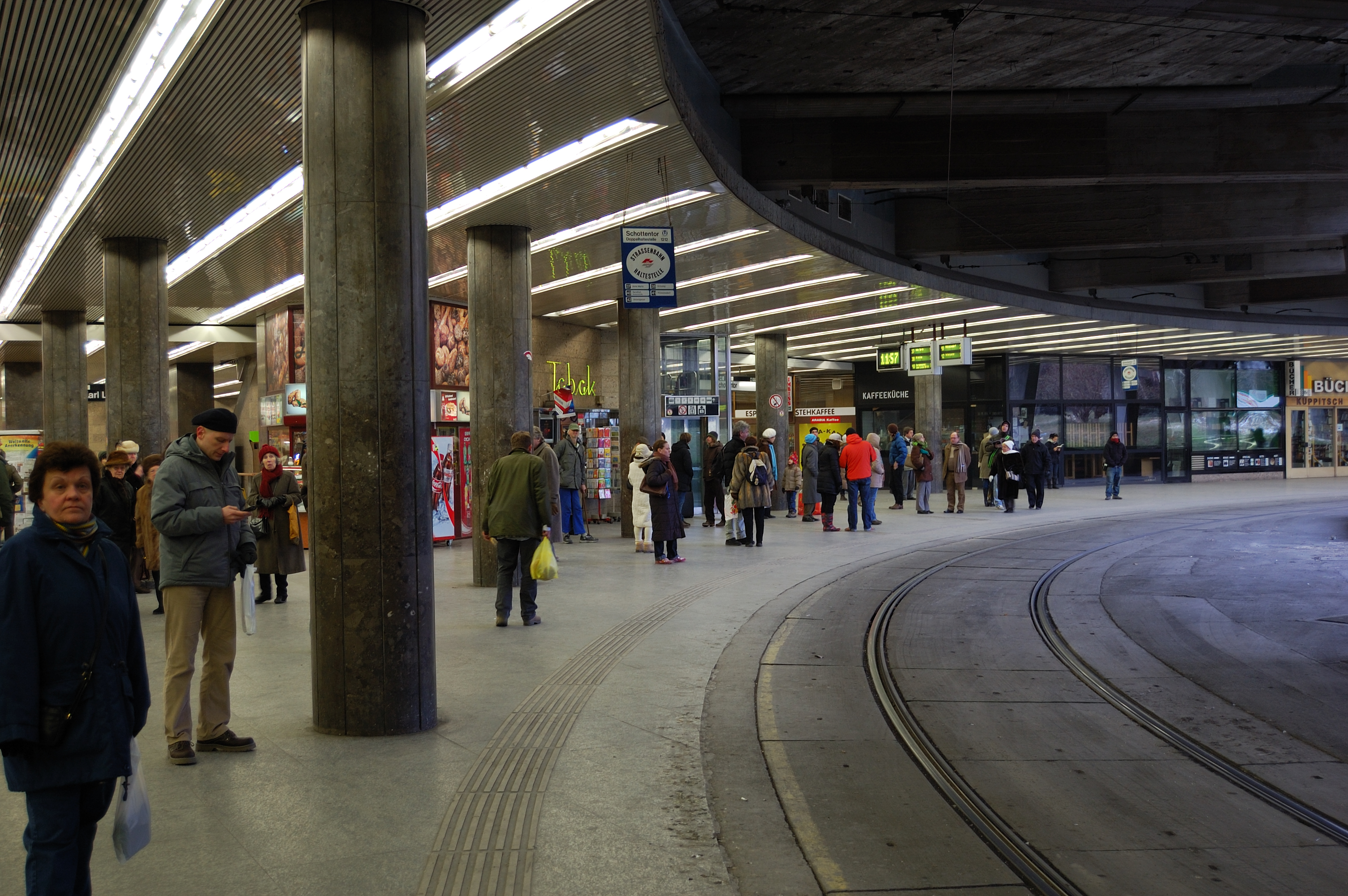
Die tiefergelegte Straßenbahnschleife am Schottentor mit angeschlossener Passage, das volkstümlich sogenannte Jonasreindl (nach Bürgermeister Franz Jonas)

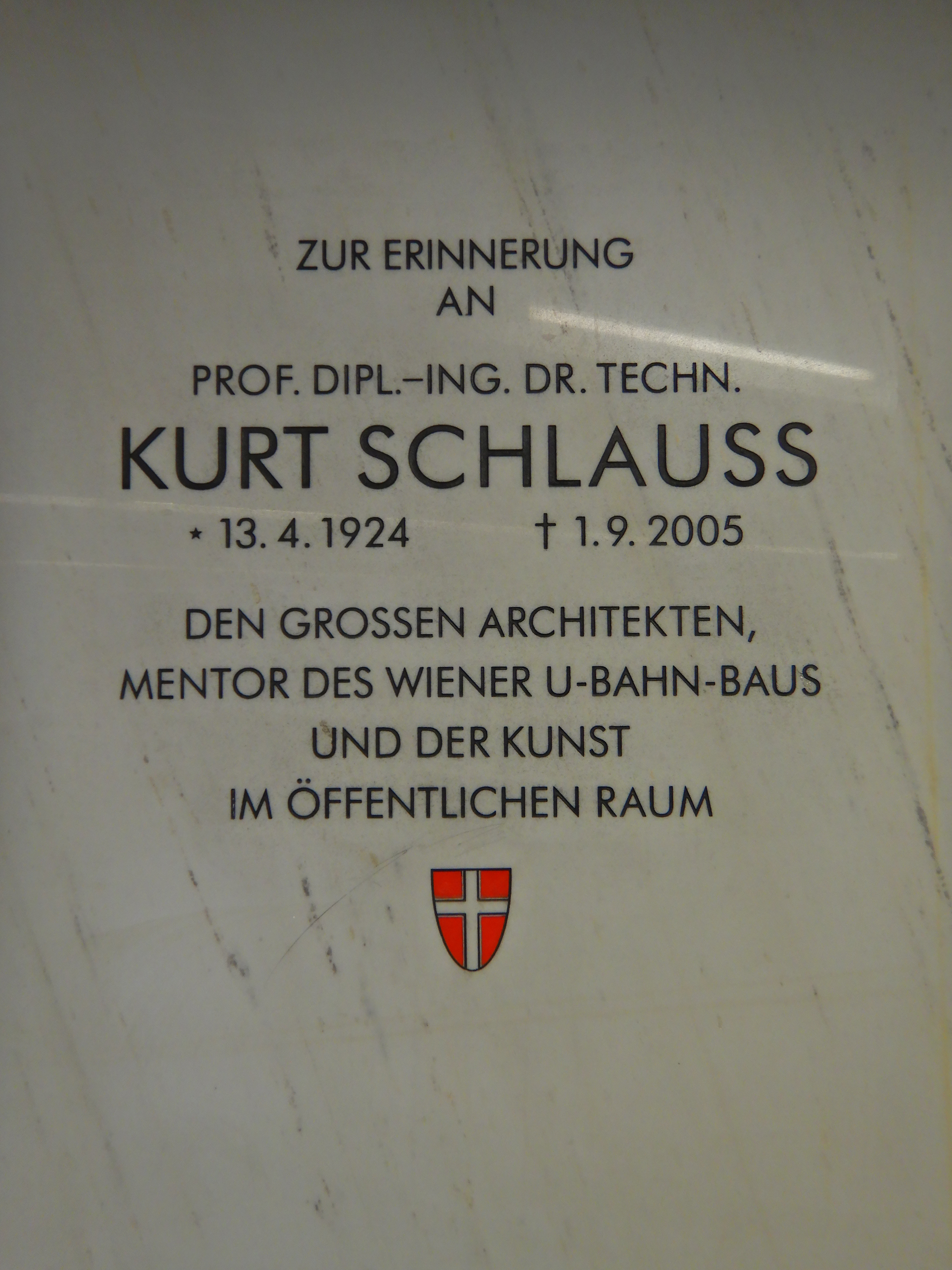
Gedenktafel für Kurt Schlauss

Kurt Maria Johann Karl Schlauss (geboren am 13. April 1924 in Wien, gestorben am 1. September 2005 ebenda, in der Literatur gelegentlich Kurt Schlauß genannt) war ein österreichischer Architekt.

## Leben
Er wuchs in Hinterbrühl bei Mödling auf. Nach der Absolvierung der Pflichtschule und dem Besuch der Höheren Staatsgewerbeschule in Wien studierte er Architektur, zuerst an der Akademie der Bildenden Künste, dann 1943–1947 an der Technischen Hochschule. Schon während seiner Studienzeit arbeitete er im Büro von Karl Kupsky, dessen Assistent an der Technischen Hochschule er anschließend wurde. 1956–1967 war er dort Lehrbeauftragter, 1964–1973 hatte er weitere Lehraufträge an der Hochschule für Bodenkultur. 1974 wurde er zum Ordentlichen Professor ernannt. 1948 gründete er sein eigenes Architekturbüro, das er bis 1995 führte.
Schlauss arbeitete vor allem für die Stadt Wien, wobei seine Aufgaben weit gefächert waren: er baute sowohl Wohnbauten als auch Verkehrsbauwerke.
Er hat an einigen Bauten mitgearbeitet, die in Wien stadtbildprägend sind, etwa das Matzleinsdorfer Hochhaus, das Gartenbauhochhaus oder das Jonasreindl. In dem aus der WIG 64 hervorgegangenen Donaupark plante er die Hochbauten, insbesondere das Seerestaurant (heute Korea Kulturhaus Wien). Auch für Instandsetzungsarbeiten wurde er beauftragt, beispielsweise für die Nußdorfer Schleuse (1978–1983) oder die Gürtellinie der Wiener Elektrischen Stadtbahn (1981–1989, heute U6), wozu auch die Wientalbrücke gehörte.
Er wurde am Döblinger Friedhof bestattet.

## Bauten (Auswahl)

### Wohn- und Geschäftsbauten
- 1948–1950 Gemeindebau Hubert-Hladej-Hof, Wien 2, Wehlistraße 131–141 (mit Erich Boltenstern, Karl Hartl und Ladislaus Hruska)
- 1950–1952 Wirtschaftskammer für Oberösterreich, Linz, Hessenplatz (mit Gustav Lassy und Paul Theer)
- 1952/53 Matzleinsdorfer Hochhaus (Pläne gemeinsam mit Ladislaus Hruska, Ausführung von C. Kosak, H. Paar, F. Schloßberg)
- 1955–1957 Gemeindebau Emil-Reich-Hof, Wien 19, Döblinger Hauptstraße 87 / Nußwaldgasse 26–30 (mit Ladislaus Hruska)
- 1958–1962 Büro- und Geschäftshochhaus (Gartenbauhochhaus), Wien 1, Parkring 12 (mit Erich Boltenstern, anstelle des 1863–1864 von August Weber errichteten Gebäudes der Gartenbaugesellschaft)
- 1959–1963 Studentenheim der Akademikerhilfe, Graz, Elisabethstraße 93
- 1960–1964 Hochbauten im Rahmen der Internationalen Gartenschau WIG 64, vor allem das heutige Korea Kulturhaus
- 1962–1967 Studentenheim der Akademikerhilfe, Wien 8, Pfeilgasse 1a und 3a

### Verkehrsbauten
- 1958–1961 Stadionbrücke, Wien 2 & 3 (Stiegen und Pfeiler)
- 1959–1961 Schottenpassage mit Straßenbahnschleife (Jonas-Reindl), Untergrund-Station Schottentor für die Straßenbahn
- 1968–1978 Umbau der U-Bahn-Station Karlsplatz und Anschluss an die Opernpassage (Kärntnertorpassage)
- 1975–1978 Wehr 1 der Neuen Donau
- 1978–1980 Umbau der Unterpflasterstraßenbahn unter der Zweierlinie zur Linie U2
- 1980–1991 Passagen rund um die U-Bahn-Station Volkstheater (v. a. die Bellariapassage)
- 1981–1987 Architektur der U-Bahn-Station Michelbeuern
- 1986–1989 Wehr 2 der Neuen Donau